# Nadigella formosanta
Nadigella formosanta är en insektsart som först beskrevs av Hans Fruhstorfer 1921.  Nadigella formosanta ingår i släktet Nadigella och familjen gräshoppor. Inga underarter finns listade i Catalogue of Life.